# Elkalyce decolorata
Elkalyce decolorata är en fjärilsart som beskrevs av Otto Staudinger 1886. Elkalyce decolorata ingår i släktet Elkalyce och familjen juvelvingar. Inga underarter finns listade i Catalogue of Life.